# Monnet-Plan

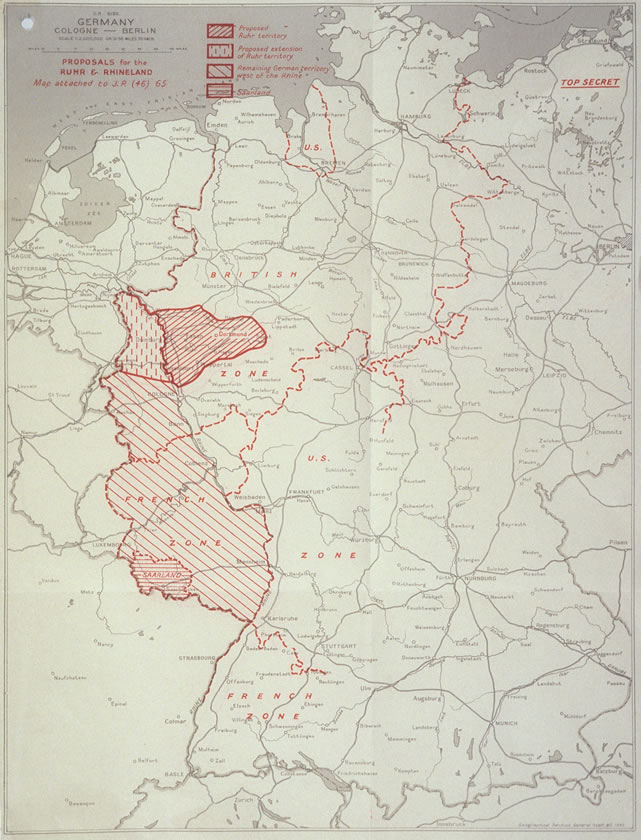
27. Mai 1946: „The Future of the Ruhr“. Siedlungsverband – Ruhrkohlenbezirk und Frankreichs Ruhrpläne. Geheimes Memorandum, in dem Frankreich für sich „das gesamte linke Rheinufer und so viel Gebiet wie möglich auf dem rechten Rheinufer“ verlangt; das Ruhrgebiet soll als „internationale Zone“ zu einem neuartigen Gebilde internationalen Rechts, genannt „Ruhrterritorium“, gemacht werden.

Der Monnet-Plan war ein groß angelegtes Modernisierungsprogramm für die Wirtschaft Frankreichs in der Nachkriegszeit. Er sah einen gewaltigen Ausbau der französischen Stahlkapazität vor und zugleich eine Begrenzung der konkurrierenden deutschen Stahlindustrie auf höchstens 7,5 Millionen Tonnen pro Jahr. Initiator Jean Monnet war 1946–1950 erster Leiter des Commissariat général du Plan (Planungsamt) in Frankreich.

## Übersicht
Der „Monnetplan“ betrifft den Aufbau und Ausbau der französischen Eisen- und Stahlindustrie. Nach ihm sollte die Stahlproduktion Frankreichs bis 1953 auf eine Jahresleistung von 15 Millionen Tonnen gebracht werden, verglichen mit nur 6,2 Millionen Tonnen 1936.
Der gewaltige Ausbau der französischen Stahlkapazität wurde zum Teil aus Marshallplanmitteln, darüber hinaus aus Steuermitteln vollzogen. Dieser aufgeblähten Kapazität stand aber nur ein Inlandsbedarf von höchstens 7 bis 8 Millionen Tonnen gegenüber. Schon der Monnet-Plan rechnete deshalb mit einer Ausfuhr von Stahl, Eisen und Halbzeug nach Deutschland im Ausmaß von 3 Millionen Tonnen jährlich.
Damit die auf der Ruhrkohle aufgebaute deutsche Stahlindustrie nicht zur Konkurrenz wird, sollte, wie es der Plan vorsah, die Kapazität der deutschen Stahlindustrie auf die ursprünglich vorgesehene Zahl von höchstens 7,5 Millionen Tonnen pro Jahr begrenzt bleiben. Die französische Stahlindustrie würde damit die Leistungsfähigkeit der englischen erreichen. Die deutsche Stahlindustrie würde von der französischen in den Schatten gestellt werden, während sie vor dem Krieg mit 23,2 Millionen Tonnen mehr leistete als die englische und die französische zusammen.
Der Monnet-Plan erforderte ein zusätzliches Arbeitsheer von 1.000.000 Mann. Frankreich rechnete damit, die 740.000 deutschen Kriegsgefangenen solange wie möglich zu behalten, die im Bergbau, in der Landwirtschaft und beim Wiederaufbau als Zwangsarbeiter beschäftigt waren. (Deutsche Zwangsarbeiter nach 1945)
Außenminister Robert Schuman hat in einer Rede bei einer Gewerkschaftstagung im Jahr 1950 in Metz erklärt: „In Wahrheit ist dieser Plan (der Schumanplan) die Fortsetzung des Monnetplanes“ und, allein „um den französischen Stahlexport zu erleichtern“ habe Frankreich „diese Mission übernommen“. Gemäß Hans Ritschl: „Diese Rede war allerdings nicht für deutsche Ohren bestimmt!“

## Saarprotektorat

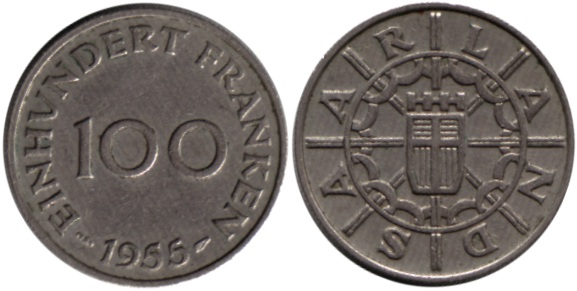
100 Saar-Franken

Das Saarland war von 1947 bis 1956 ein Protektorat Frankreichs mit einer eigenen Regierung und Verfassung. Das Ziel war der wirtschaftliche Anschluss an Frankreich.
Der Bergbau und die daran angegliederte Stahlindustrie waren die Hauptarbeitgeber der Region und prägten die wirtschaftliche Infrastruktur des Landes. Frankreich übernahm 1946 die Saarbergwerke und kündigte die Einführung von Zollkontrollen zwischen dem Saarland und dem übrigen Deutschland an. Die „Regie des Mines de la Sarre“ übernahm 1947 die Verwaltung der Saarbergwerke.
Die Saargruben förderten 1946 ein Drittel der Steinkohleproduktion Frankreichs, und 1949 immer noch ein Viertel. Ohne die Saarkohle wäre die französische Stahlproduktion somit wesentlich geringer ausgefallen.
Konrad Adenauer sagte: „Der Name ‚Protektorat’ wäre vielleicht noch zu gut. Man könnte eher von einer ‚Kolonie’ sprechen – doch das werde ich nicht tun.“
Das Protektorat endete im Januar 1957, die wirtschaftliche Angliederung an Frankreich bestand jedoch weiter bis Mitte 1959.

## Internationale Kontrolle des Ruhrgebietes

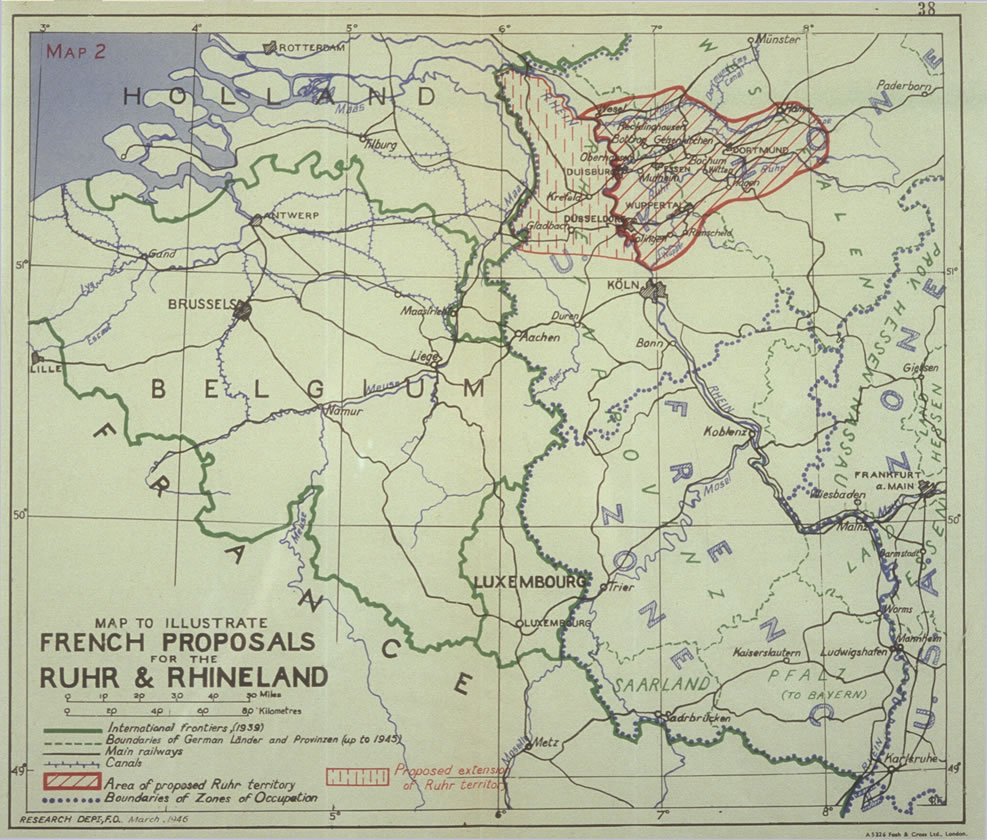
11. März 1946: „Map to illustrate French proposals for the Ruhr and Rhineland“. Karte des Foreign Office, die als „Map 2“ dem Memorandum von Ernest Bevin für das „Committee on German Industry“ beilag. Das stark umrandete „Ruhrterritorium“ hatten die Franzosen in einer Karte eingezeichnet, die Teil eines Memorandums war, das sie den Briten am 22. Oktober 1945 übergeben hatten. Die Erweiterung bis zur holländischen Grenze hatte erstmals Unterstaatssekretär Sir Oliver Harvey im Februar 1946 vorgeschlagen – mit der Überlegung, das gesamte Gebiet von Deutschland abzutrennen.

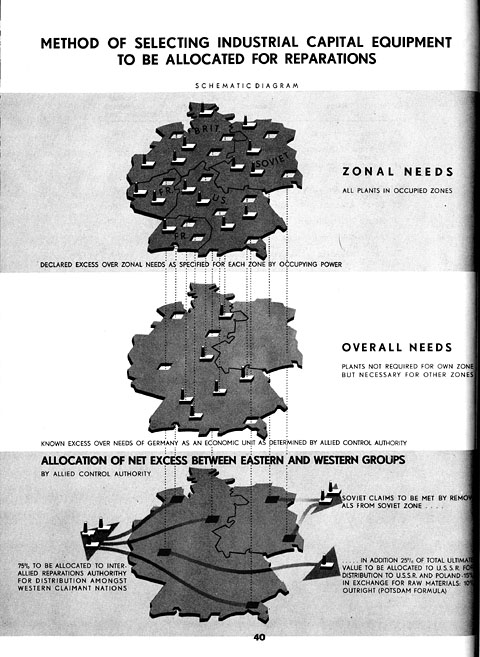
Demontage: Aufteilung der deutschen Industrieanlagen. Zwischen 31. März 1946 und August 1947 wurden 11.100 Tonnen deutsche Industrieanlagen aus den westlichen Besatzungszonen in die Sowjetunion gebracht. Ende 1950 wurde die Demontage in der Bundesrepublik schließlich eingestellt.

Nach dem Ende des Zweiten Weltkriegs forderte Frankreich, basierend auf den Plänen Jean Monnets, das Ruhrgebiet von Deutschland abzutrennen; die Sowjetunion wollte die Kohle- und Stahl-Region internationaler Kontrolle unterstellen, die USA forderten eine Sonderkontrolle über das Ruhrgebiet. Mit Gründung des Landes Nordrhein-Westfalen 1946 war das Ruhrgebiet dem Einfluss Frankreichs und der Sowjetunion weitgehend entzogen.
Trotz Produktionsbeschränkungen und Produktionsverboten und trotz Demontagen wurde die Stahlproduktion an der Ruhr wieder aufgenommen. Mit den Plänen zur Gründung der Bundesrepublik (1948/1949) und der Übergabe staatlicher Souveränität an Westdeutschland erneuerte Frankreich seine Forderung der Kontrolle der deutschen Kohle- und Stahlindustrie an der Ruhr und damit eine Einschränkung der Souveränität des westdeutschen Staates. Als Ruhr wurden in der Anlage zum Ruhrstatut das Ruhrgebiet, aber auch einige angrenzende Landkreise, sowie die industrialisierten Großstädte des bergischen Landes und der Raum Düsseldorf definiert.

„Das Ruhrstatut ist der tragische Fehlschlag der Nachkriegszeit […] Die letzte Konsequenz des Statuts ist, daß die soziale Lebensführung, der Lebensstandard des deutschen Volkes, jetzt nicht mehr abhängig ist von deutschen Bestrebungen, deutschem Fleiß und deutscher Sozialpolitik, sondern vom Votum der Interessenten und Konkurrenten der deutschen Wirtschaft.“

Das Abkommen (der Internationalen Ruhrbehörde) selbst wurde schließlich im April 1949, rund einen Monat vor Inkrafttreten des Grundgesetzes, von den Signatarregierungen ratifiziert. Mit dem Ruhrstatut war aber die Demontagepolitik noch nicht beendet. Noch am 13. Juni 1949 gingen belgische Soldaten gegen deutsche Arbeiter vor, die mit Barrikaden die Demontage eines Hydrierwerks verhindern wollten. Erst durch das Petersberger Abkommen vom 22. November 1949 wurde die Demontagepolitik revidiert, und Ende 1950 wurde die Demontage in der Bundesrepublik schließlich eingestellt.
In der zwei Tage nach dem Petersberger Abkommen, am 24. November 1949, erfolgenden Debatte im Bonner Bundestag argumentierte Konrad Adenauer „Hätte ich ein Gesetz machen lassen, wäre bis zu seiner endgültigen Beschließung nach etwa acht Wochen die Demontage in ein für uns unerträgliches Stadium vorgeschritten.“ Der SPD-Vorsitzende Kurt Schumacher betitelte Adenauer als „Bundeskanzler der Alliierten“. Die Debatte endete im Tumult.